# Wietrzyca
Wietrzyca, wietrznica – w tradycji polskich Górali jest to zły duch atmosferyczny, który pojawia się podczas wiatru halnego. Zgodnie z podaniami porywa różne przedmioty, a człowiekowi potrafi odebrać mowę oraz połamać kości. W walce z nim należało posłużyć się poświęconym nożem, który rzucano w powietrze. Jeśli nóż trafił wietrznicę, spadał pokryty krwią na ziemię a wiatr natychmiast ustawał.